# Son Oliva
Son Oliva es un barrio perteneciente al distrito Norte de la ciudad de Palma de Mallorca, España. Según la delimitación oficial del ayuntamiento, limita con los barrios de La Indiotería, Plaza de Toros, s'Olivera, Son Cladera y Son Fortesa.
El nombre de este barrio proviene de los campos de olivos que había en la zona antes de que se urbanizase.
Actualmente dispone de gran cantidad de actividades sociales, principalmente para los más jóvenes, con talleres de fútbol sala, fútbol, baile moderno, etc.

## Transporte
En autobús queda conectado mediante las siguientes líneas de la EMT: 
| Línea | Trayecto                    | Recorrido | Frecuencia |
| ----- | --------------------------- | --------- | ---------- |
| 10    | Vía Sindicato - Son Cladera | Recorrido | 10 minutos |
| 24    | Son Llátzer - Son Hugo      | Recorrido | 16 minutos |
| 29    | Son Dureta - Circular       | Recorrido | 18 minutos |